# Giovanni Battista Mancini
Giovanni Battista Mancini (* 1. Januar 1714 in Ascoli Piceno, Italien; † 4. Januar 1800 in Wien) war ein italienischer Soprankastrat, Gesangslehrer und Schriftsteller von Büchern über Gesangstechnik.
Mancini studierte Gesang in Neapel mit Leonardo Leo und in Bologna mit Antonio Bernacchi, und ebenso Komposition und Kontrapunkt bei Giovanni Battista Martini.
Seine Karriere begann bereits mit 16 Jahren, und er sang überall in Italien und Deutschland. Nach seinem großen Erfolg als Lehrer wurde er 1757 als k. k. Cammer-Musicus nach Wien berufen und war dort unter anderem Singmeister der Erzherzoginnen, der Töchter Maria Theresias. 1774 publizierte er in Wien ein wichtiges Buch über Gesang: Pensieri, e riflessioni pratiche sopra il canto figurato. Seine Ideen und Veröffentlichungen brachten ihn in Konflikt mit einem anderen Gesangslehrer, Vincenzo Manfredini. Er blieb in Wien, wo er 1800 als „pensionierter Hofsingmeister“ starb und ein beträchtliches Vermögen hinterließ.

## Veröffentlichungen
- Pensieri e riflessioni pratiche sopra il canto figurato. 1. Aufl. Ghelen, Wien, 1774
- Riflessioni pratiche sul Canto figurato. 3. erweiterte Aufl. (revidiert, korrigiert und augmentiert mit musikalischen Beispielen). Galeazzi, Mailand 1777.
- Practical Reflections on the Figurative Art of Singing. The Gorham Press, Boston 1912 (=Übersetzung der 3. erweiterten Auflage der Pensieri (Mailand, 1777) ins Englische von Pietro Buzzi).
- Practical Reflections on Figured Singing. Pro Musica Press, Champaign, IL: 1967. (Übersetzung der 1. Aufl. (Wien 1774) ins Englische von Edward Foreman).